# Renacuajo

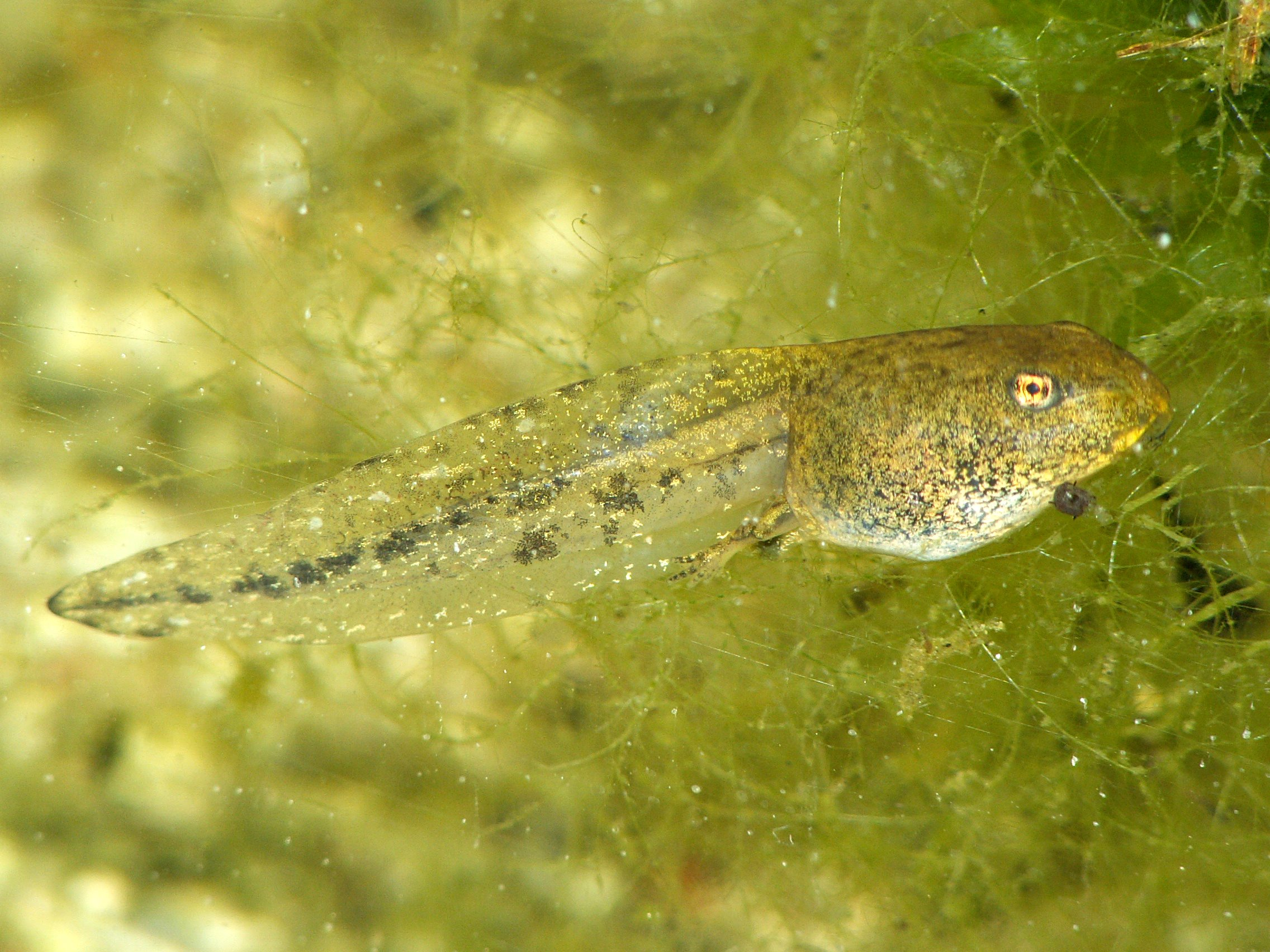
Renacuajo de Rana temporaria.

El renacuajo es un anfibio cuyo ciclo vital se encuentra en la etapa larvaria. Sufren una metamorfosis antes de alcanzar la edad adulta, en la que pierden algunos órganos, como las branquias, la línea lateral y, en los anuros, la cola, su alimentación se modifica y dejan de respirar el oxígeno del agua.
La mayoría de los renacuajos son completamente acuáticos y respiran por sus branquias, con muy pocas excepciones: algunos anuros tienen renacuajos terrestres, como los de la familia Ranixalidae, que viven en grietas húmedas cerca de los arroyos; los renacuajos de Micrixalus herrei están adaptados a un estilo de vida fosorial.

## Características

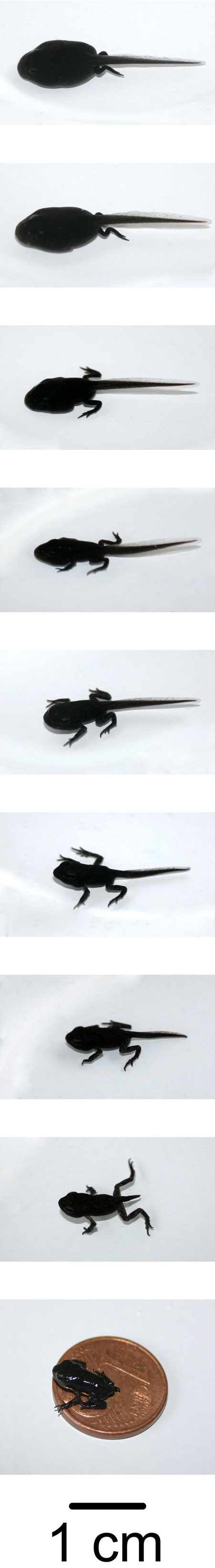
Metamorfosis del sapo común.

Las larvas de los anuros carecen de patas, y poseen una larga cola con la que nadan como la mayoría de los peces, por ondulación lateral. Nacen con branquias externas, pero estas quedan pronto internalizadas por el desarrollo del opérculo, hasta quedar encerradas en un saco branquial que comunica con el exterior solo por el espiráculo. Cuando un renacuajo alcanza la madurez necesaria, sufre una metamorfosis en la que gradualmente crecen sus patas y su cola se absorbe por apoptosis (muerte celular controlada). Los renacuajos de los anuros son fundamentalmente herbívoros, con una especial adaptación para raer superficies, para lo que están dotados de filas de dientecillos en torno a la boca (los dientes labiales). En la práctica se comportan como omnívoros, siempre capaces de adaptarse aceptablemente a una vida carnívora, llegando unas pocas especies a practicar el canibalismo si las condiciones son muy duras.
Se distinguen cuatro tipos, según la clasificación de Orton:[cita requerida]
- Tipo I: Los labios no poseen dentículos ni picos queratinizados. Los espiráculos son dos. Aparecen en la familia Pipidae, por ejemplo.
- Tipo II: Las bocas son complejas, aunque no poseen picos queratinizados. Un solo espiráculo central. Se encuentran en la familia Microhylidae.
- Tipo III: Bocas queratinizadas, dentículos y picos. Un espiráculo central. Aparecen en Archaeobatrachia.
- Tipo IV: Bocas con dentículos y picos queratinizados. Espiráculo en el lado izquierdo. Típicos de familias como Hylidae, Ranidae o Bufonidae.

Los renacuajos de los caudados no son propiamente renacuajos. Nacen sin patas, pero las desarrollan prontamente y enseguida se parecen a los adultos, salvo por ser más pequeñas, menos pigmentadas y por las branquias ramificadas que ostentan a los lados de la cabeza. Suelen ser carnívoras, como los adultos. Algunas especies de caudados presentan adultos con dos fenotipos distintos, como es el caso del ajolote, en función de las condiciones ecológicas en las que viven. Un fenotipo particular es el individuo neoténico de aspecto larval.

## Tiempo de desarrollo
El tiempo que lleva pasar de un renacuajo a una rana metamorfoseada depende de la especie y las condiciones ambientales, especialmente la temperatura ambiente. Para los renacuajos de rana común y muchas otras especies en Europa Central, suele ser de diez a doce semanas. Los renacuajos hechos de huevos que se pusieron a principios de abril y luego abandonan el estanque a mediados o finales de junio.
Algunas especies de desove tardío también hibernan como larvas en el agua y no completan su metamorfosis hasta el año siguiente (esto generalmente resulta en el crecimiento gigantesco mencionado anteriormente, que también puede estar relacionado con las hormonas).
Aquellas que ostentan la fase larvaria más corta son algunas especies de sapos de potrero americano con, en casos extremos, sólo doce días. Pero incluso en el sapo corredor nativo de Europa Central, se ha observado un tiempo de desarrollo de solo 17 días para el sapo joven.
Por otro lado, hay especies en las que la fase de renacuajo acuático dura varios años, por ejemplo en la rana toro norteamericana de dos a tres años. Las larvas de algunas otras especies también permanecen a veces en este estado durante años; se habla de neotenia temporal (que es más común en los anfibios de la cola y también puede ser permanente).

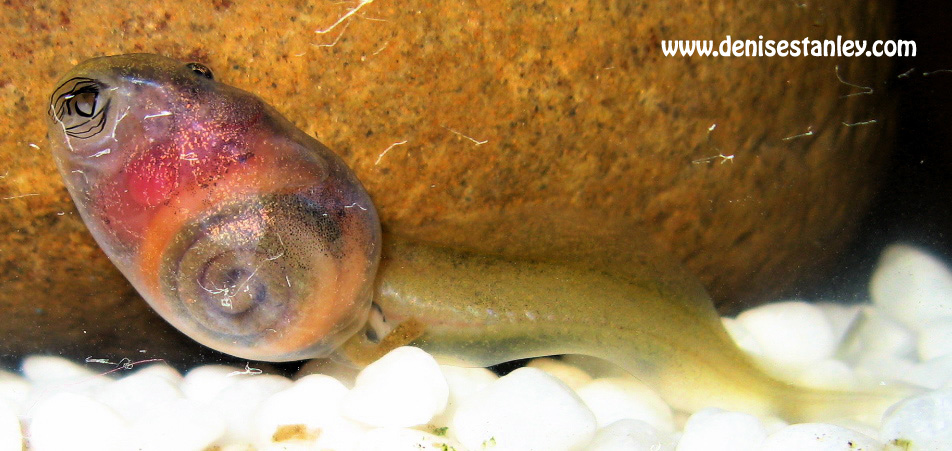
La forma del intestino visible a través de la piel transparente es una de las pistas que permiten identificar una especie.

## Comportamiento de los renacuajos

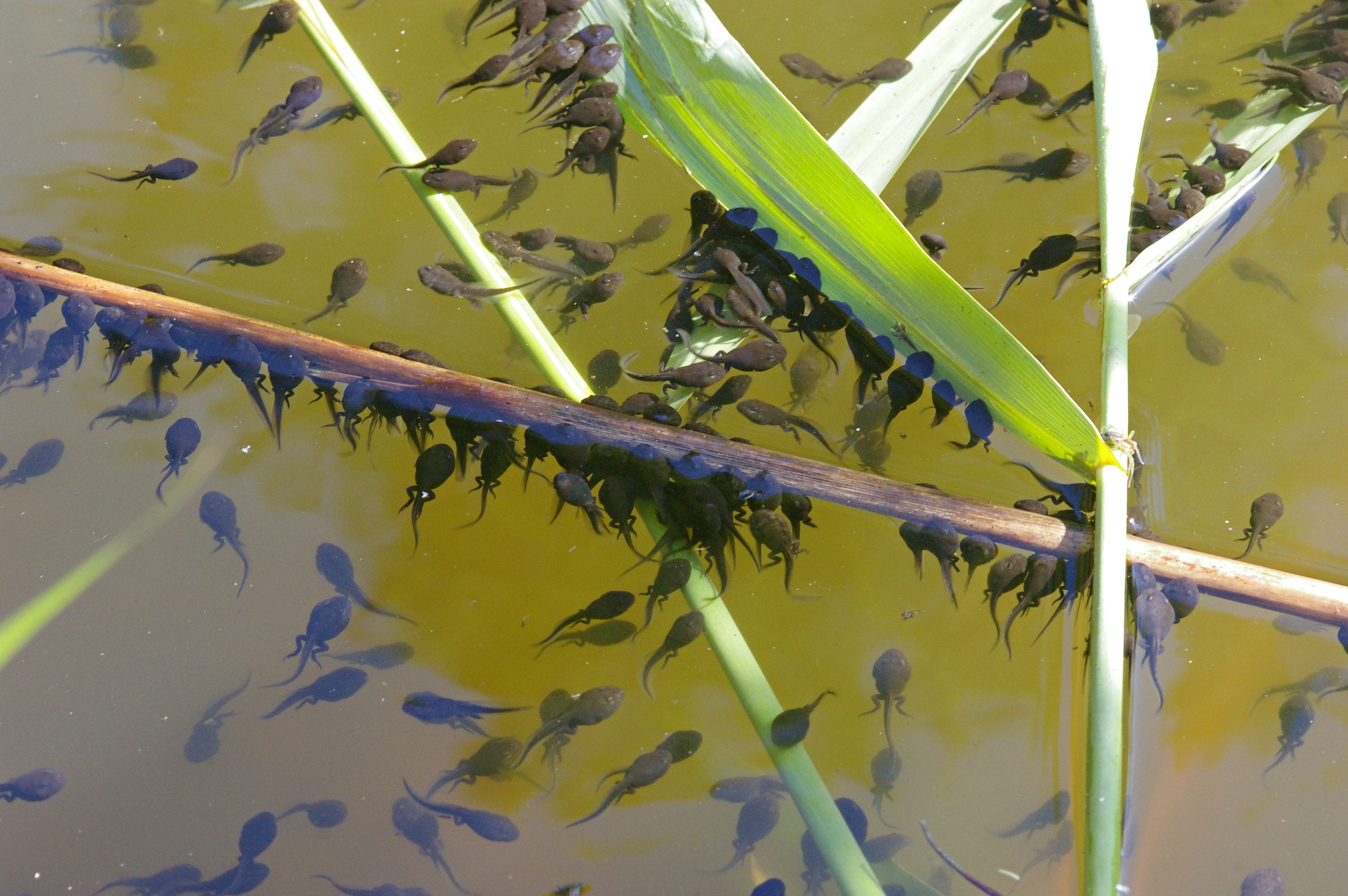
Grupo y actividad normal de renacuajos del sapo común europeo, Bufo bufo, en el agua.

Después de la eclosión, los renacuajos suelen vivir en grupos, no lejos del lugar de puesta y, a menudo, cerca de bancos o masas de vegetación. La ocupación principal del renacuajo hasta su metamorfosis final parece ser comer.
En algunas especies, cualquiera de los padres puede cuidar a las crías o incluso transportarlas. Por ejemplo, en el sapo búfalo, los renacuajos viven en un cardumen en un pantano o charco, y el macho, que vigila a sus crías, se encarga de encontrar nuevas fuentes de alimento, posiblemente cavando un canal para que los renacuajos lo sigan.
En unas pocas especies raras, los renacuajos pueden practicar el canibalismo cuando la comida es escasa.
En algunas especies, parte de los renacuajos pueden pasar un invierno completo en el barro y solo metamorfosearse al final de la primavera siguiente. Estos renacuajos son mucho más grandes que los demás (a veces más grandes que el adulto). Dejan de alimentarse durante la metamorfosis, durante la cual se reduce su tamaño.

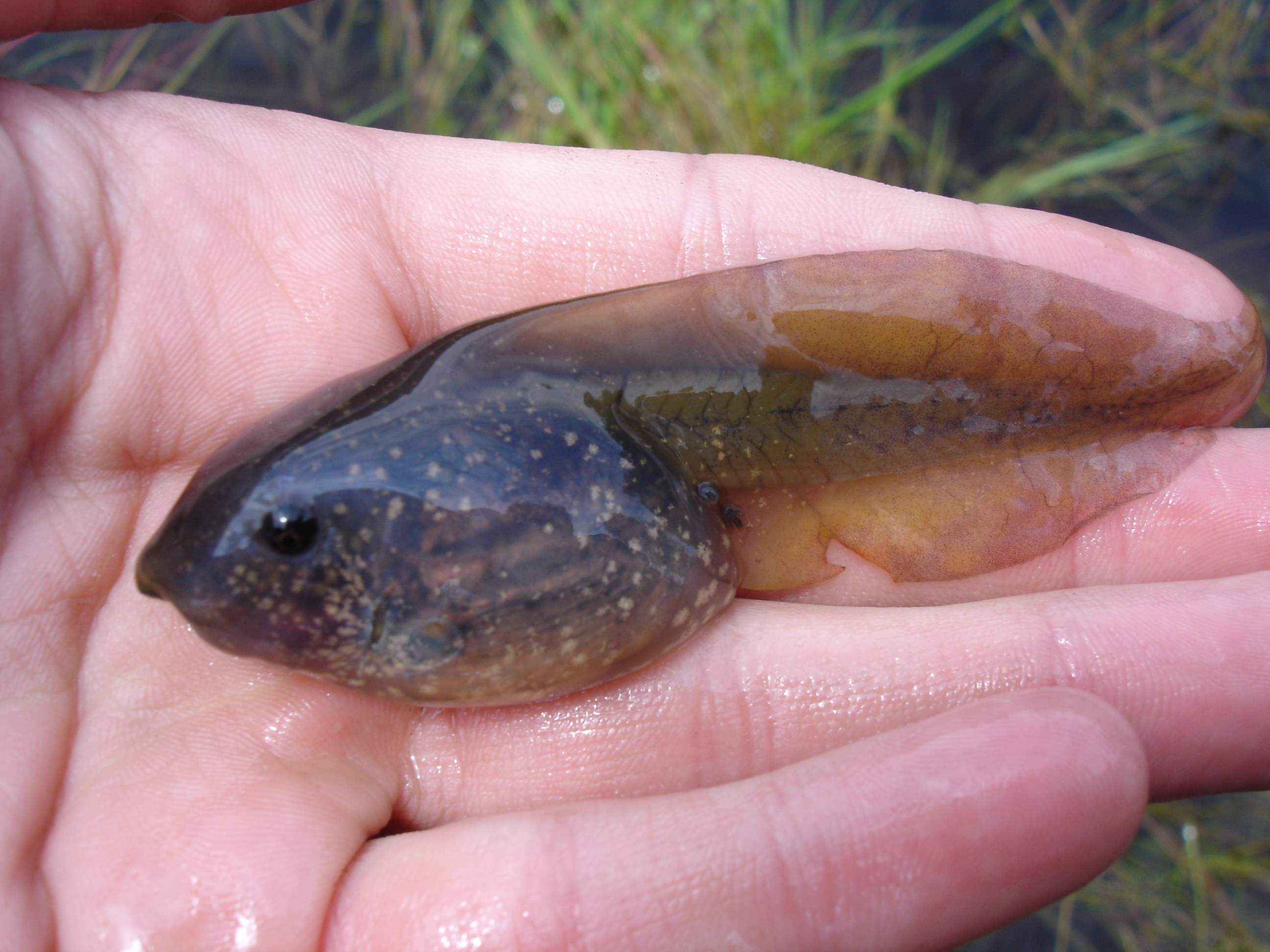
Un renacuajo de gran tamaño, de la especie Pelobates fuscus.

## Registro fósil
A pesar de su cuerpo blando y la falta de partes duras mineralizadas, se han recuperado renacuajos fósiles (alrededor de 10 cm de longitud) de los estratos del Cretácico temprano al Mioceno superior. Se conservan en virtud de biopelículas, con estructuras más robustas (la mandíbula y los huesos) conservadas como una capa de carbono. En los fósiles del Mioceno de Libros (España), el envolvente del cerebro se conserva en carbonato de calcio y el cordón nervioso en fosfato de calcio. Otras partes de los cuerpos de los renacuajos existen como restos orgánicos y biopelículas bacterianas, con detritos sedimentarios presentes en el intestino. Los renacuajos fósiles se pueden asignar al menos a dieciséis especies que pertenecen a trece géneros y cinco —posiblemente hasta siete— familias. El registro de renacuajos está dominado por el clado Pipoidea (Pipidae, Palaeobatrachidae y Rhinophrynidae), pero también incluye representantes de Pelobatidae y Ranidae.

## Aspectos ecológicos
Hasta principios del siglo XX, en los grandes lagos y estanques de zonas templadas, los renacuajos podían estar presentes por millones.
Una gran proporción de renacuajos escapan a la depredación de aves y peces (toxicidad, baja palatabilidad, camuflaje para determinadas especies). Son los jóvenes anfibios los que en la siguiente etapa serán las mayores víctimas de los depredadores, de las enfermedades, de la deshidratación, del congelamiento, etc.
En zonas frías y templadas, los renacuajos cumplen importantes funciones ecológicas y contribuyen al equilibrio ecológico de los humedales, porque:
- como larvas, son exclusivamente acuáticas (lo que no siempre es el caso en las zonas tropicales) y herbívoras.
- Al alimentarse de algas y bacterias planctónicas y protozoos, cuando emerjan del agua contribuirán a exportar materia orgánica y nutrientes. Los renacuajos raspan su alimento de las hojas, de sustratos sumergidos o incluso -desde abajo- de la biopelícula que flota en la superficie de las aguas tranquilas.
- sus incesantes movimientos ayudan a mezclar las capas de agua, dando lugar a una oxigenación y temperatura más homogéneas
- cuando se convierten en anfibios adultos, son carnívoros y, a menudo, principalmente insectívoros, y desempeñan entonces nuevas funciones en el ecosistema.

## Cría
Por su utilidad como ayuda agrícola y por su fuerte descenso, muchas especies de anfibios en peligro de extinción están protegidas por la ley (está prohibido capturarlas, trasladarlas, criarlas, comerciarlizarlas, etc. sin autorización). Sin embargo, existen granjas (para estudios científicos o, en Francia, para producir ancas de rana con autorización). La producción de ancas de rana está estrictamente prohibida en Suiza, ya que todos los anfibios están protegidos por ley.
En estos casos, también se les suministran alimentos artificiales, en general determinados alimentos para peces.
Los renacuajos son sensibles al desecado de los estanques. Algunas especies pueden enterrarse en el barro y sobrevivir durante varios meses, otras aceleran su metamorfosis y emergen del agua más rápidamente.
Actualmente, los anfibios están disminuyendo o desapareciendo en todo el mundo por razones que aún no se comprenden bien. Los plaguicidas y ciertas toxinas como los nitratos (que ahora se encuentran a menudo también en la atmósfera y en la lluvia) son fuentes importantes de mortalidad (en particular, los insecticidas o ciertas formas de nitratos y/o iones amonio) para los renacuajos.

## Uso humano
Los renacuajos se utilizan en variedad de gastronomías. Los renacuajos de la rana megofríidica Oreolalax rhodostigmatus son particularmente grandes, con más de 10 cm de largo, y se recolectan para el consumo humano en China. En la India, los renacuajos de Clinotarsus curtipes se recolectan como alimento, y en Perú las crías de Telmatobius mayoloi se utilizan tanto para la cocina como para crear medicamentos.

## Mitología y leyendas
Según el periodista y administrador colonial escocés Sir George Scott (1851-1935), en los mitos sobre el origen del pueblo Va en China y Mianmar, el primer Wa se originó a partir de dos antepasadas femeninas, Ya Htawm y Ya Htai, que pasaron su fase inicial como renacuajos ("rairoh") en un lago en el país va conocido como Nawng Hkaeo.
En muchas tradiciones antiguas europeas y celtas, los anfibios como las ranas, sapos y renacuajos están asociados con la magia de la transformación y la liminalidad, es decir, el paso entre los mundos de los vivos y los muertos, o entre lo humano y lo sobrenatural. El ciclo de vida del anfibio, especialmente la transición del renacuajo a la rana, a menudo simbolizaba las etapas del crecimiento personal o la evolución espiritual.
En la mitología celta, existe a menudo un tema de transformación que refleja la metamorfosis del renacuajo. Los renacuajos podrían ser vistos como símbolos del viaje a través de los Tres Reinos: el mundo físico, el mundo espiritual y el otro mundo. El renacuajo representa el punto de partida de la transformación, mientras que la rana completamente formada podría representar la iluminación o el yo completamente realizado.
En los cuentos de hadas europeos, la transición de renacuajo a rana puede verse como parte de una transformación mágica, al igual que en la famosa historia de "El Príncipe Rana", donde un sapo, maldito por una hechicera, se convierte de nuevo en príncipe una vez que recibe amor o un beso. En tales relatos, los renacuajos podrían verse como la etapa temprana de un poder oculto o latente.
En Japón, los renacuajos, ranas y otros anfibios aparecen en el folklore y están estrechamente relacionados con los temas de renovación y la conexión espiritual con la naturaleza. La palabra japonesa para renacuajo, otamajakushi (おたまじゃくし), se traduce literalmente como “pequeña cuchara de agua”, lo que refleja los humildes y delicados comienzos de la vida. Kawa-no-kami (Dios del Río) y el Renacuajo, en el Shinto, las deidades o espíritus naturales (kami) suelen estar conectados con el agua. La evolución del renacuajo es vista como un acto sagrado de transformación y renovación. Existen historias donde los renacuajos representan a los hijos o sirvientes de las deidades del río, convirtiéndose en ranas que luego regresan al río, simbolizando un regreso a la fuente de la vida.

## Amenazas

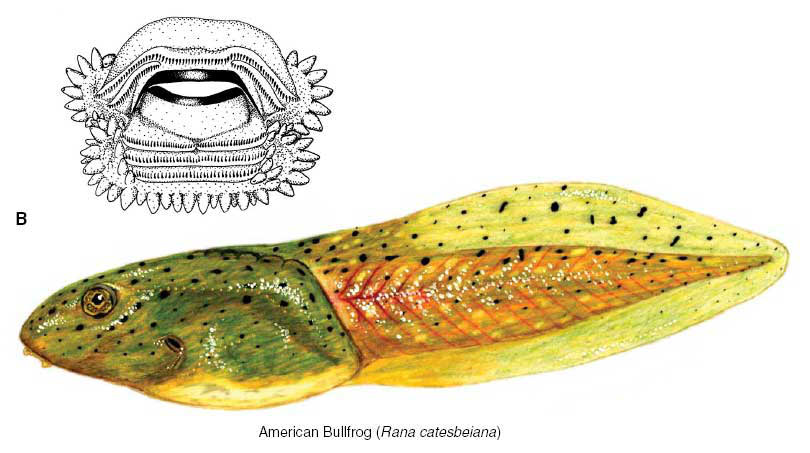
Renacuajo de la Rana toro norteamericana. Arriba, el campo bucal, que es importante para la identificación de especies y consiste en mandíbulas córneas, múltiples filas de dientes labiales superiores e inferiores en una disposición típica de la especie y papilas orales como borde exterior.

Los anfibios se ven amenazados por numerosos depredadores en todas las fases de su desarrollo. El desove y los renacuajos están especialmente amenazados por peces (los llamados peces depredadores, pero también peces pacíficos), triturus, aves acuáticas, chinches acuáticas y larvas de insectos, por ejemplo las de libélulas o la luciérnaga amarilla.
Sin embargo, las poblaciones de renacuajos se ven especialmente amenazadas por la intervención humana:
- El drenaje de humedales y el relleno de cursos de agua destruyen su hábitat.
- La introducción de fertilizantes, pesticidass y otros contaminantes en las masas de agua puede provocar malformaciones y envenenamiento. También puede acelerar la sedimentación del agua.
- La introducción de peces en pequeños estanques y charcas puede provocar la extinción de anfibios.
- A menudo se retiran las larvas y los huevos de los anfibios de los estanques de cría de peces, creyendo que los renacuajos podrían ser competidores alimentarios de los peces jóvenes. Sin embargo, no es así, en parte porque los peces apenas se alimentan del crecimiento de algas y detritus.